# الهروب من مقديشو
الهروب من مقديشو هو فيلم أكشن دراما كوري جنوبي إنتاج 2021، الفيلم من بطولة جو إن سونغ وهيو جون هو.تم عرض الفيلم في 28 يوليو 2021.
وكان تصوير مشاهد هذا الفيلم قد تطلبت تشييد بعض الديكورات في مدينة الصويرة التي تتماشى وأحداث العمل الذي يدور في قالب من الإثارة والتشويق.
الفيلم يحتوي على مشاهد مليئة بالأكشن والعنف والصراعات الحربية. تتميز هذه المشاهد بالتوتر والتشويق، وتجمع بين نجوم السينما والشاشة الكورية.

## روابط خارجية
- الهروب من مقديشو على موقع IMDb (الإنجليزية)
- الهروب من مقديشو على موقع ميتاكريتيك (الإنجليزية)
- الهروب من مقديشو على موقع روتن توميتوز (الإنجليزية)
- الهروب من مقديشو على موقع ألو سيني (الفرنسية)
- الهروب من مقديشو على موقع فيلمافينيتي (الإسبانية)
- الهروب من مقديشو على موقع قاعدة بيانات الفيلم (الإنجليزية)
- الهروب من مقديشو على موقع ليتربوكسد (الإنجليزية)
- الهروب من مقديشو على موقع كينوبويسك (الروسية)